# Grande Prêmio do Brasil de 1972
Resultados do Grande Prêmio do Brasil de Fórmula 1 realizado em Interlagos em 30 de março de 1972. Segunda prova extracampeonato do ano, foi vencido pelo argentino Carlos Reutemann, da Brabham-Ford, teve Ronnie Peterson em segundo pela March-Ford e Wilson Fittipaldi em terceiro pela Brabham-Ford.

## Resumo
Primeira edição do Grande Prêmio do Brasil, foi realizada numa quinta-feira e serviu como teste para integrar o calendário oficial da Fórmula 1 a partir do ano seguinte. Foi transmitida em cores pela televisão.

## Resultados

### Treino Classificatório
| Pos.    | Nº | Piloto               | Construtor   | Tempo  | Dif.   |
| ------- | -- | -------------------- | ------------ | ------ | ------ |
| 1       | 1  | Emerson Fittipaldi   | Lotus-Ford   | 2:32.3 | —      |
| 2       | 8  | Carlos Reutemann     | Brabham-Ford | 2:34.3 | + 2.0  |
| 3       | 10 | Ronnie Peterson      | March-Ford   | 2:34.6 | + 2.3  |
| 4       | 9  | Wilson Fittipaldi    | Brabham-Ford | 2:35.3 | + 3.0  |
| 5       | 2  | Dave Walker          | Lotus-Ford   | 2:37.6 | + 5.3  |
| 6       | 14 | Jean-Pierre Beltoise | BRM          | 2:37.7 | + 5.4  |
| 7       | 6  | José Carlos Pace     | March-Ford   | 2:39.3 | + 7.0  |
| 8       | 5  | Henri Pescarolo      | March-Ford   | 2:40.1 | + 7.8  |
| 9       | 11 | Luiz Bueno           | March-Ford   | 2:41.6 | + 9.3  |
| 10      | 15 | Peter Gethin         | BRM          | 2:42.1 | + 9.8  |
| 11      | 17 | Helmut Marko         | BRM          | 2:46.3 | + 14.0 |
| 12      | 18 | Alex Soler-Roig      | BRM          | 2:51.5 | + 19.2 |
| Fontes: |    |                      |              |        |        |

### Corrida
| Pos.    | Nº | Piloto               | Construtor   | Voltas | Tempo/Diferença | Grid |
| ------- | -- | -------------------- | ------------ | ------ | --------------- | ---- |
| 1       | 8  | Carlos Reutemann     | Brabham-Ford | 37     | 1:37:16.248     | 2    |
| 2       | 10 | Ronnie Peterson      | March-Ford   | 37     | + 1:32.656      | 3    |
| 3       | 9  | Wilson Fittipaldi    | Brabham-Ford | 37     | + 2:03.379      | 4    |
| 4       | 17 | Helmut Marko         | BRM          | 36     | + 1 volta       | 11   |
| 5       | 2  | Dave Walker          | Lotus-Ford   | 36     | + 1 volta       | 5    |
| 6       | 11 | Luiz Bueno           | March-Ford   | 35     | + 2 voltas      | 10   |
| Ret     | 1  | Emerson Fittipaldi   | Lotus-Ford   | 32     | Suspensão       | 1    |
| Ret     | 18 | Alex Soler-Roig      | BRM          | 11     | Parte elétrica  | 12   |
| Ret     | 6  | José Carlos Pace     | March-Ford   | 1      | Acelerador      | 7    |
| Ret     | 5  | Henri Pescarolo      | March-Ford   | 0      | Acelerador      | 8    |
| Ret     | 15 | Peter Gethin         | BRM          | 0      | Acelerador      | 9    |
| DNS     | 14 | Jean-Pierre Beltoise | BRM          |        | Ignição         | 6    |
| DNQ     | 12 | Andrea de Adamich    | Surtees-Ford |        |                 |      |
| DNQ     | 7  | Reine Wisell         | Surtees-Ford |        |                 |      |
| WD      | 3  | Jacky Ickx           | Ferrari      |        |                 |      |
| WD      | 4  | Clay Regazzoni       | Ferrari      |        |                 |      |
| WD      | 16 | Howden Ganley        | BRM          |        |                 |      |
| Fontes: |    |                      |              |        |                 |      |